# NGC 27
NGC 27 je spiralna galaksija v ozvezdju Andromede. Njen navidezni sij je 14,45m. Od Sonca je oddaljena približno 89,4 milijonov parsekov, oziroma 291,58 milijonov svetlobnih let.
Galaksijo je odkril Lewis A. Swift 3. avgusta 1884.